# ISO 13406-2
I ISO 13406-2 klassas LCD-skärmar efter följande kriterier:
- Ljusstyrka
- Kontrast
- Färgåtergivning
- Reflektioner
- Jämnhet hos ljus och färg
- Textåtergivning
- Flimmer
- Betraktningsvinkel
- Felaktigheter (pixelfel)

## Sammanställning över pixelfelklassning
| Klassning av pixelfel | Feltyp 1 - ständigt ljusa pixlar | Feltyp 2 - ständigt svarta pixlar | Feltyp 3 - defekta subpixlar, antingen ständigt ljusa eller ständigt mörka | Feltyp 4 - kluster-fel. Flera felaktiga pixlar i ett 5x5 pixel-område |
| --------------------- | -------------------------------- | --------------------------------- | -------------------------------------------------------------------------- | --------------------------------------------------------------------- |
| I                     | 0                                | 0                                 | 0                                                                          | 0                                                                     |
| II                    | 2                                | 2                                 | 5                                                                          | 2                                                                     |
| III                   | 5                                | 15                                | 50                                                                         | 5                                                                     |
| IV                    | 50                               | 150                               | 500                                                                        | 50                                                                    |

Tabellen visar antalet tillåtna fel per 1 miljon pixlar.
TFT-skärmar för persondatorer brukar följa klass II.

## Historik
Standarden har uppdaterats. Första utgåvan hette ISO 13406-1:1999, och den följdes av ISO 13406-1:2001.
Standarden är inte aktuell längre. Den har ersatts av ISO 9241 och då i frågan om pixlar ISO 9241-302, 303, 305 och 307:2008.